# Desitiatas

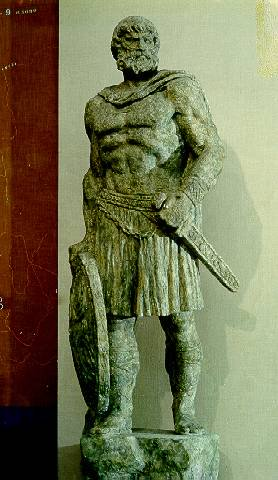
Bato I.

Los desitiatas eran una tribu iliria que vivía en el territorio de la actual Bosnia central, en tiempos de la República romana. Junto con los mazeos, formaban parte del grupo de panonios occidentales de la Dalmacia romana. Fueron importantes desde finales del siglo IV a. C. hasta principios del siglo III . Se pueden encontrar pruebas de sus actividades cotidianas en fuentes literarias, así como en los ricos hallazgos materiales del grupo cultural de Bosnia Central que se asocia comúnmente con la tribu de los desitiatas.

## Etimología
Se cree que el nombre está relacionado con la palabra iliria para carnero. También se cree que puede derivar del término *dalša para carnero en proto-albanés.

## Historia
La tribu iliria de los desitiatas vivían en el territorio de la actual Bosnia central, durante la época de la República romana, y junto con los mazeos, formaban parte del grupo occidental de panonios en Dalmacia romana. Debido a que los desitiatas estuvieron presentes durante la dominación romana en los Balcanes occidentales, su nombre se puede encontrar en muchas inscripciones y obras históricas de escritores antiguos. Durante el siglo XIX, el interés científico por ellos se materializó en investigaciones centradas en partes de la Alta Bosnia. Sin embargo, todos los esfuerzos de investigación aún no han proporcionado un análisis completo de los desitiatas. Eran uno de los principales componentes del complejo etnocultural ilirio que se extendía desde el sur del mar Adriático hasta el Danubio en el norte. La capital de la tribu podría estar en la actual ciudad de Breza situada en la parte central de Bosnia. Desarrollaron una comunidad cohesionada que se caracterizaba por unas estructuras políticas, sociales y económicas claramente definidas. Debido a su posición geográfica favorable y a sus ricos yacimientos de minerales y tierras fértiles, desempeñaron un papel importante entre las tribus ilirias vecinas. Desarrollaron cierto grado de unidad cultural y varios centros organizado.

### Imperio romano
Después de casi tres siglos de independencia política, los desitiatas (y su sistema de gobierno) fueron conquistados por el emperador romano Augusto. Posteriormente, los desitiatas fueron incorporadas a la provincia de Ilírico con un total de 103 decurias. Finalmente, la creciente brecha entre el gobierno romano y sus súbditos en Ilírico condujo a la gran revuelta ilírica, que comenzó en la primavera del año 6 d. C.
Los desitiatas fueron los primeros en rebelarse bajo el liderazgo de Bato I y pronto se les unieron los breucos. Otros nativos fueron reclutados para luchar contra los marcomanos mientras la rebelión se extendía rápidamente por enormes zonas de los Balcanes occidentales y la región del Danubio. La guerra, que duró cuatro años, del 6 al 9 d. C., fue testigo de enormes concentraciones de fuerzas romanas en la zona (en una ocasión, 10 legiones y sus auxiliares en un solo campamento), con ejércitos enteros operando a través de los Balcanes occidentales y luchando en más de un frente.. El papel de los desitiatas en la rebelión fue inmenso, lo que contribuyó a su desaparición definitiva en la posterior romanización que siguió. Su identidad en la antigüedad tardía se transformó en identidades municipales y en una identidad provincial Dalmacia.

## Yacimientos arqueológicos

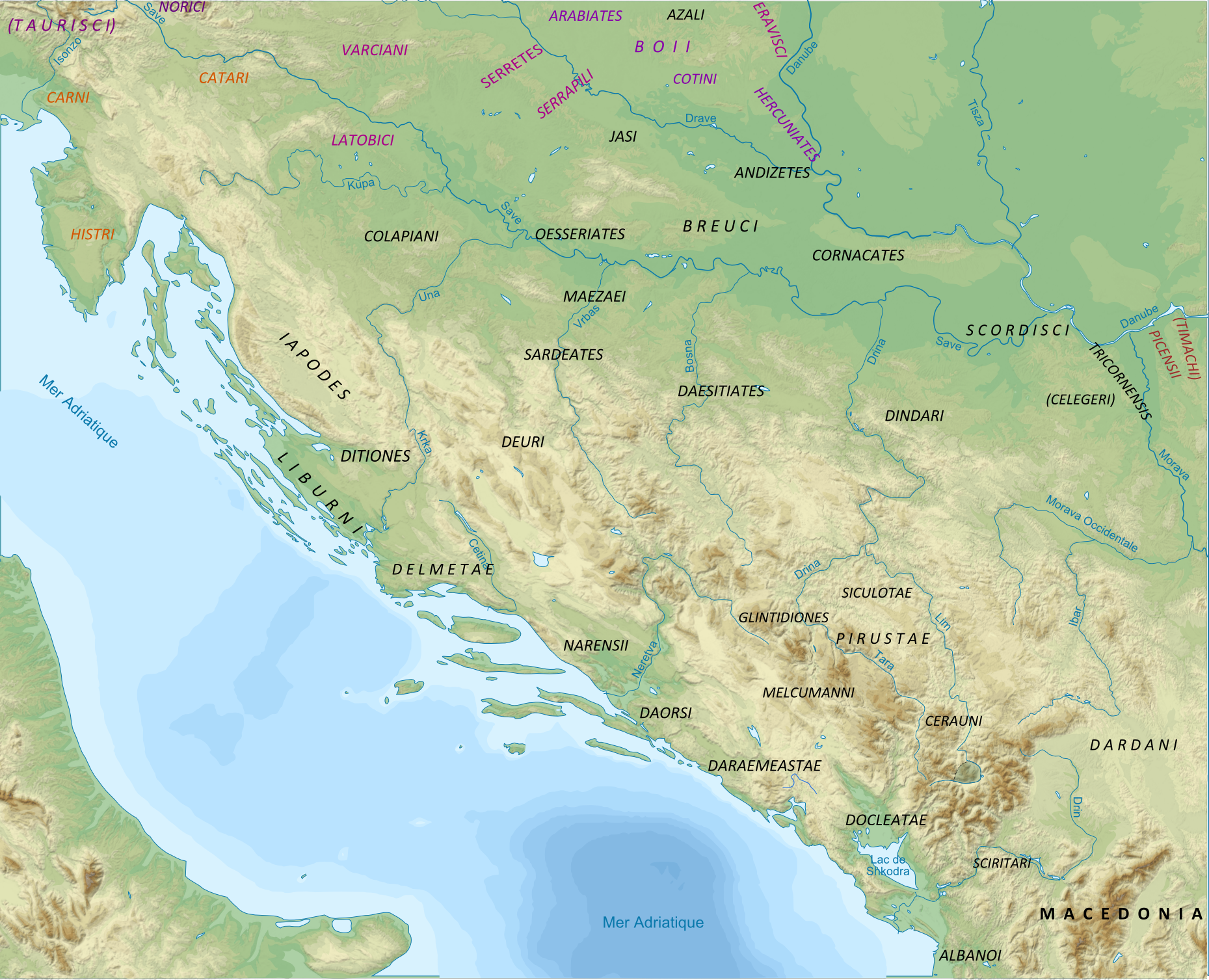

Quedó un número considerable de restos de fortificaciones, aldeas y asentamientos. Algunos de ellos fueron parcialmente investigados por excavaciones arqueológicas durante las cuales se descubrieron numerosas necrópolis y tumbas, como fortificaciones en el Valle de Lašva, Gradina cerca de Kiseljak, Gradina en Campo de Sarajevo, yacimiento arqueológico de Kamenjak. Sin embargo, el yacimiento más significativo se encontró en Bugojno, llamado Gradina Pod. Se caracteriza por asentamientos de tipo urbano situados cerca de grandes complejos de tierras cultivables y contenía un alto nivel de arquitectura residencial.